# Rajmund Świtała
Rajmund Świtała (ur. 1932, zm. 8 maja 2018 w Gnieźnie) – polski żużlowiec, występujący również na lodzie.

## Życiorys

### Życie prywatne
Brat Norberta Świtały, również żużlowca.

### Kariera sportowa
W latach 1952–1972 startował w rozgrywkach z cyklu Drużynowych Mistrzostw Polski, reprezentując kluby Kolejarza Rawicz (1952), CWKS Wrocław (1953–1954) i Polonii (Gwardii) Bydgoszcz (1955–1972). Był ośmiokrotnym medalistą DMP: dwukrotnie złotym (1955, 1971), srebrnym (1972) oraz pięciokrotnie brązowym (1956, 1957, 1960, 1961, 1964).
Pomiędzy 1956 a 1963 r. sześciokrotnie startował w finałach Indywidualnych Mistrzostw Polski, najlepszy wynik osiągając w 1956 r. (seria turniejów), w którym zajął XI miejsce. W 1958 r. zajął IV m. w rozegranym w Bydgoszczy turnieju Criterium Asów. W 1959 r. zwyciężył (wspólnie z Mieczysławem Połukardem) w turnieju par o przechodnie „Złote Kaski”.
Pod koniec lat 60. wraz z bratem Norbertem zaczął jako pierwszy w kraju jeździć na lodzie, stając się pionierem ice speedwaya w Polsce.